# Фосс, Лукас
Лукас Фосс (англ. Lukas Foss, первоначально Лукас Фукс, нем. Lukas Fuchs; 15 августа 1922, Берлин — 1 февраля 2009, Нью-Йорк) — американский композитор, дирижёр, педагог.

## Жизнь и творчество
Фукс родился в еврейской семье в Германии, вынужденной с приходом в этой стране к власти национал-социалистов эмигрировать. Получил музыкальное образование в Париже под руководством Ноэля Галлона и Феликса Вольфеса; в 1937—1940 годах учится в Кёртисовском институте и затем — в Тэнглвудском музыкальном центре у С. А. Кусевицкого и в Йельском университете у Пауля Хиндемита. С 1944 года Лукас Фосс — пианист в Бостонском симфоническом оркестре. С 1950 по 1952 год он учился в Риме.
С 1952 по 1962 год Фосс — профессор и руководитель оркестра в Лос-Анджелесском университете. В 1963—1971 годах он руководил Филармоническим оркестром Буффало, с 1972 года — оркестром иерусалимского радио. В 1981—1986 годах главный дирижёр Симфонического оркестра Милуоки. В 1989—1990 годах работает в Тэнглвудском музыкальном центре, с 1991 года профессор Школы искусств Бостонского университета.

## Музыкальные сочинения
Фосс является автором трёх опер, трёх балетов, двух симфоний, двух концертов для фортепиано, одного концерта для гобоя, одного концерта для виолончели, одного концерта для кларнета, произведений камерной музыки, нескольких кантат и песен.
- 1943 — «Прерия», кантата для хора и оркестра
- 1945 — «Дары волхвов» / The Gift of the Magi, балет по новелле О.Генри
- 1949 — «Скачущая лягушка из Калавераса» / The Jumping Frog of Calaveras County, опера по рассказам Марка Твена
- 1955 — Griffelkin, опера в 3-х актах
- 1955-58 — «Хоральная симфония» / Symphony of Chorals
- 1959 — «Вступления и прощания» / Introductions and Good-byes, 9-минутная опера по либретто Джанкарло Менотти
- 1959–1960 — «Временной цикл» / Time Cycle, 4 песни для сопрано и оркестра
- 1961-1963 — Echoi, произведение для кларнета, виолончели, ударных и фортепиано
- 1964 — «Надкрылья» / Elytrés, произведение для флейты, двух скрипок и камерного оркестра
- 1965 — «Фрагменты Архилоха» для контратенора, декламаторов, 4 малых и одного большого хора, мандолины, гитары и трёх ударных
- 1967 — «Не импровизация» / Non-Improvisation, произведение для кларнета, виолончели, фортепиано, электронного органа и ударных ad libitum
- 1968 — «Парадигма» для дирижёра-ударника, электрической гитары и трёх других инструментов, способных извлекать звук
- 1969 — Geod, произведение для большого оркестра из 4-х оркестровых групп и факультативного хора
- 1970 — «Играющие музыканты» / MAP, музыкальная игра для 4 виртуозных исполнителей и электронной ленты
- 1971 — «Ни шума, ни скорости» / Ni bruit ni vitesse, пьеса для двух фортепиано и двух ударников (играющих на фортепианных струнах)
- 1978 — «Тринадцать способов увидеть чёрную птицу» / Thirteen Ways of Looking at a Blackbird, произведение для голоса, флейты, фортепиано, ударных и магнитофонной ленты на стихи Уоллеса Стивенса
- 1983 — «Орфей и Эвридика», концерт для двух скрипок, камерного оркестра и магнитофонной ленты
- 1985 — Ренессансный концерт для флейты и оркестра
- 1989 — «Элегия для Анны Франк» для камерного оркестра, фортепиано и декломатора (к 60-летию со дня рождения Анны Франк)

В 1992 году на музыку Фосса «Орфей и Эвридика» Иржи Килиан поставил для Нидерландского театра танца балет «Как будто этого не было» (As If Never Been), получивший премию Бенуа танца.